# Devarakonda
Devarakonda is een census town in het district Nalgonda van de Indiase staat Telangana. 

## Demografie
Volgens de Indiase volkstelling van 2001 wonen er 27.130 mensen in Devarakonda, waarvan 53% mannelijk en 47% vrouwelijk is. De plaats heeft een alfabetiseringsgraad van 72%. 